# Passscheibe
Passscheiben sind zylinderringförmige Normteile nach DIN 988. 
Erhältlich sind verschiedene Innen- und Außendurchmesserkombinationen sowie Dicken. Passscheiben dienen zum Anpassen oder Ausfüllen von Spalten zwischen runden Teilen, die auf Grund der zugelassenen Toleranzen der Einzelteilabmessungen mehr oder weniger groß sein können. Nach dem Ausmessen z. B. mittels Endmaßen wird der Spalt mit einer individuell zusammengestellten Passscheiben-Dickenkombination ausgefüllt.
Alternativ, vor allem bei größeren Spalten- oder Durchmesserabmessungen, die nicht durch Passscheiben nach DIN 988 abgedeckt sind, werden individuell Abpassscheiben oder -ringe (Distanzscheiben) gefertigt. Dabei werden die Abmessungen durch Sägen, Drehen, Schleifen dem geforderten Maß angepasst. Diese Art der Herstellung ist aufwändig und kostenintensiv.